# Īlkhānīābād
Īlkhānīābād (persiska: ایلخانی آباد) är en ort i Iran.   Den ligger i provinsen Kermanshah, i den nordvästra delen av landet, 400 km väster om huvudstaden Teheran. Īlkhānīābād ligger 1 289 meter över havet och antalet invånare är 375.
Terrängen runt Īlkhānīābād är varierad.Runt Īlkhānīābād är det ganska tätbefolkat, med 58 invånare per kvadratkilometer. Närmaste större samhälle är Harsīn, 17,3 km söder om Īlkhānīābād. Omgivningarna runt Īlkhānīābād är i huvudsak ett öppet busklandskap.